# Siphonidiidae
Siphonidiidae is een familie van sponsdieren uit de klasse van de Demospongiae (gewone sponzen). 

## Geslachten
- Gastrophanella Schmidt, 1879
- Lithobactrum Kirkpatrick, 1903
- Siphonidium Schmidt, 1879